# Veylyar
Veylar – wioska w rejonie Abşeron w Azerbejdżanie.